# WerteInitiative. jüdisch-deutsche Positionen
Die WerteInitiative. jüdisch-deutsche Positionen ist ein im Jahre 2014 gegründeter deutscher Verein mit Sitz in Berlin, der sich nach Eigenangaben für die Sicherung einer Zukunft für Juden in Deutschland einsetzt. Die WerteInitiative versteht sich als zivilgesellschaftliche, jüdische Stimme.

## Aktivitäten
Der Verein knüpft die Möglichkeit einer Zukunft jüdischen Lebens in Deutschland an eine gefestigte, freiheitlich-demokratische Gesellschaftsstruktur. Dazu braucht es nach Auffassung der WerteInitiative eine starke, wehrhafte Demokratie. Außerdem ergreift sie „Initiative gegen Diskriminierung, Rassismus, Extremismus und gegen Antisemitismus“.
Im Rahmen dieser Tätigkeit führt der Verein Hintergrundgespräche mit Mitgliedern der Parlamente sowie anderen politischen und gesellschaftsrelevanten Akteuren durch, gibt öffentliche Statements und Empfehlungen ab, ist tagespolitisch in Social Media aktiv und veranstaltet Diskussionsrunden sowie politische Salons. Die WerteInitiative gestaltete zum Beispiel eine Kampagne zu den Feierlichkeiten von „70 Jahre Grundgesetz“. Der Verein agiert überparteilich. Auf der Homepage werden Treffen mit Politikern dokumentiert. Es gab Gespräche mit Vertretungen von CDU, SPD, Grünen und FDP.
2019 wurde der Vorsitzende der WerteInitiative, Elio Adler, vom „Bündnis für Demokratie und Toleranz – gegen Extremismus und Gewalt“ als „Botschafter für Demokratie und Toleranz“ ausgezeichnet.
Im Januar 2020 verkündete der Verein, über seine jüdisch-deutschen Mitglieder hinaus einen Freundeskreis der WerteInitiative gegründet zu haben, in dem sich nicht-jüdische Bürger den Anliegen des Vereins anschließen können. Der Leiter dieses Freundeskreises ist der ehemalige Bundesvorsitzende des Deutschen Gewerkschaftsbundes (DGB) und jetzige stellvertretende Vorsitzende der Friedrich-Ebert-Stiftung, Michael Sommer.
Die WerteInitiative kooperiert mit anderen Initiativen aus der Zivilgesellschaft. Sie veröffentlichte zum Beispiel mit dem Jüdischen Forum für Demokratie und gegen Antisemitismus (JFDA) die „Grundsatzerklärung zur Bekämpfung des Antisemitismus“, die von Initiativen, Wissenschaftlern und Personen des öffentlichen Lebens unterzeichnet wurde.

## Kontroversen
Die WerteInitiative steht in der Kritik, politisch einseitig zu sein und vor allem konservative Interessen zu bedienen, etwa eine Law-and-Order-Politik gegenüber Zugewanderten. Der Verein weist dies zurück und sieht sich stattdessen als überparteilich.
Auch innerhalb der jüdischen Teile der Bevölkerung ist der Verein umstritten. Micha Brumlik kritisierte die einseitige Haltung des Vereins, Antisemitismus vor allem bei ausländischen und muslimischen Personen zu sehen, während zum Antisemitismus von NPD und AfD geschwiegen werde. Der Zentralrat der Juden in Deutschland distanzierte sich von der WerteInitiative. Deren Vizepräsident Abraham Lehrer warf ihr mangelnde Dialogbereitschaft mit der muslimischen Bevölkerung vor.

### Spiegel-Artikel
Mitte Juli 2019 warf Der Spiegel der WerteInitiative unter anderem „fragwürdige Methoden“ vor. Dies geschah in Zusammenhang mit dem Bundestagsbeschluss „Der BDS-Bewegung entschlossen entgegentreten – Antisemitismus bekämpfen“. Für den Präsidenten des Zentralrats der Juden in Deutschland, Josef Schuster, bediente der Spiegel-Artikel antisemitische Klischees und schüre damit Antisemitismus. Der Antisemitismusbeauftragte der Bundesregierung, Felix Klein, wertete den Beitrag als „hochproblematisch“. Er stufte die WerteInitiative als vollkommen legitimen Interessensverband ein. Michael Wolffsohn betonte, „die Unterstellungen tragen antisemitische Züge“.
In einer Stellungnahme wies die Chefredaktion des Spiegels den Vorwurf antisemitische Klischees zu verbreiten zurück.

## Solidaritätsbündnis Israel und Kundgebung vor dem Brandenburger Tor
Im Mai 2021 initiierte die WerteInitiative ein „Solidaritätsbündnis Israel“. Anlass waren die Angriffe der terroristischen Hamas auf Israel und die antisemitischen Vorfälle auf Demonstrationen in Deutschland. In diesem Rahmen organisierte die WerteInitiative eine Kundgebung am Brandenburger Tor. Es sprachen u. a. Vizekanzler Olaf Scholz, Bundesministerin Christine Lambrecht, Paul Ziemiak, Christian Lindner, Dietmar Bartsch, Cem Özdemir und Reiner Hoffmann (DGB). Unter den Gästen waren Arbeitsminister Hubertus Heil, Gesundheitsminister Jens Spahn, der Regierende Bürgermeister von Berlin Michael Müller sowie zahlreiche Senatoren und Abgeordnete des Bundestags und des Abgeordnetenhauses. Es beteiligten sich über 1000 Personen an der Kundgebung. Das Bündnis wurde von zahlreichen jüdischen und nicht-jüdischen Organisationen unterstützt.

## Vorstand
Der Vereinsvorstand besteht aus drei Personen:
- Elio Adler, Vorstandsvorsitzender
- Lydia Bergida
- Daniel Kohn

Sprecherin des Vereins ist Nelly Eliasberg.